# Hypercompe ockendeni
Hypercompe ockendeni är en fjärilsart som beskrevs av Rothschild 1909. Hypercompe ockendeni ingår i släktet Hypercompe och familjen björnspinnare. Inga underarter finns listade i Catalogue of Life.